# Rodolfo Menéndez Menéndez
Rodolfo Antonio Menéndez y Menéndez (19 de mayo de 1941) es un político, empresario y administrador mexicano, nacido en la Ciudad de México. Fue diputado en la LIII Legislatura del Congreso de la Unión de 1985 a 1988 y diputado local en la LIII Legislatura del Congreso del Estado de Yucatán de 1993 a 1995. También ha sido servidor público tanto en el Estado de Yucatán como a nivel federal, así como director de varias empresas industriales privadas en México. Descendiente por las ramas materna y paterna de los pedagogos cubanos-mexicanos Rodolfo y Antonio Menéndez de la Peña.

## Formación académica
Fue alumno de la Escuela Nacional Preparatoria en el viejo colegio de San Ildefonso, para después estudiar en la Facultad de Química de la Universidad Nacional Autónoma de México en donde se graduó en 1963. Obtuvo una maestría en administración  en la Facultad de Derecho y Ciencias Económicas (IAE) de la Universidad de París, Francia, en 1966. Fue residente de la Casa de México en la Ciudad Universitaria de París habiendo presidido su comité de residentes en 1964-1965.

## Trayectoria profesional
De 1967 a 1981 se desempeñó en la industria petroquímica del sector privado de México. Fue en este ámbito director general de la división química de Industrias Resistol; director general de Petrocel; director general de Akra subsidiaria del  Grupo Industrial Alfa en fibras sintéticas.
En 1981 fue asesor de la reforma administrativa del gobierno federal, emprendida bajo la administración de José López Portillo y dirigida por Alejandro Carrillo Castro, que modernizó la estructura de la administración pública centralizada, en México.
En 1982 fue nombrado director general de Cordemex, industria paraestatal en el estado de Yucatán, encargada de la transformación del henequén, producto regional y entonces base casi única de la economía yucateca. Desde esa posición contribuyó a la reconversión de la agroindustria henequenera, lo que alteró radicalmente la situación socioeconómica del Estado de Yucatán y sentó las bases para su desarrollo integral, que se consolidó en la década crucial, para esa entidad federativa, de 1986 a 1995.
A partir de 1995 después de 15 años en el sector público, retornó al sector privado, otra vez al campo de la industria química y petroquímica, desempeñándose entonces como director general de AW Troy de México el entonces más importante consorcio productor de fertilizantes de México y más tarde, director general de Rhodia de México.

## Cargos públicos y de elección popular
Fue elegido diputado federal por el I Distrito Electoral Federal de Yucatán a la LIII Legislatura del Congreso de la Unión. Ahí, fungió como presidente de la Comisión de Patrimonio y Fomento Industrial y fue miembro de la Comisión de Energéticos. Presentó durante su legislatura la iniciativa que no fue aprobada para inscribir en letras de oro el nombre de Salvador Alvarado en el frontispicio de la Cámara de Diputados.
En 1987 aspiró al gobierno del Estado de Yucatán, figurando como precandidato del Partido Revolucionario Institucional. La candidatura fue finalmente alcanzada por el entonces senador Víctor Manzanilla Schaffer, quien a la postre resultó elegido gobernador del estado de Yucatán, asumiendo el cargo en febrero de 1988, para finalmente solicitar su licencia tres años después y ser sustituido por  Dulce María Sauri Riancho, a la sazón senadora de la república.
De 1991 a 1992, Menéndez fue titular de la Secretaría de Planeación y Presupuesto del gobierno de Yucatán y coodinador general del Comité para la Planeación y el Desarrollo del Estado (COPLADEY) durante el gobierno de Dulce María Sauri, quien fuera la primera mujer en gobernar Yucatán. En 1993 fue elegido diputado al Congreso del Estado de Yucatán en donde se desempeñó durante la LIII Legislatura estatal, en las Comisiones de Hacienda y de Gobernación.
Fue vicepresidente de la Asociación Nacional de la Industria Química (ANIQ) de México. Ha sido articulista para diversos periódicos de la Ciudad de México y de Yucatán.